# Зенерова награда
Зенерова награда (енгл. Zener Prize), позната и као Зенерова златна медаља, први пут је додељена 1965. године. То је међународно признање које се додељује за револуционарна научна открића у областима науке о материјалима и физике са нагласком на примени у механичкој спектроскопији и унутрашњег трења. Зенерова награда је установљена у част америчког физичара Кларенса Мелвина Зенера. Зенерова награда, једна од најпрестижнијих награда у науци о материјалима, може бити додељена за признање утицајног појединачног открића или за изузетан допринос у пољу науке о материјалима и физике материјала кроз животно дело. Зенерова награда је представљена на Међународној конференцији за унутрашње трење и механичку спектроскопију (ICIFMS), скупу који се одржава на сваке три године.

## Историја
Раније под именом ICIFUAS награда (1965—1989), награда је додељена тројици добитника Вернеру О. Кустеру 1965, Ворену П. Мејсону 1969. и Кларенсу М. Зенеру у 1985. години. 1989. златна медаља је финансирана од стране Кинеске академије наука и бејаше састављена од двадесеттро-каратног злата. Убрзо након Зенерове смрти 2. јула 1993. чланови комитета за награду су предложили успостављање Зенерове награде на конференцији у Риму  у септембру 1993 у част пионирског рада на анеластичности од стране Кларенса Зенера. 

Калуп тренутне Зенерове златне медаље је финансиран и направљен у Буенос Ајресу у Аргентини 1999. године. Од 1999. године сваки добитник Зенерове награде добија Зенерову златну медаљу и диплому. Зенерова златна медаља је сада састављена од двадесето-каратног злата и садржи десну страну лица Кларенса Зенера на предњој страни медаље. Зенерова златна медаља је финансирана од стране Зенеровог комитета.

## Номинација и избор
Чланови почасног и међународног научног комитета ICIFMS-а имају могућност да предложе номинацију за Зенерову награду. Председавајући Зенеровог комитета проглашава добитника Зенерове награде, изабраног од стране 40 водећих физичара путем тајног гласања. Зенерова награда се не додељује постхумно.

## Добитници награде
| Редни број | Година | Име                    | Националност              |
| ---------- | ------ | ---------------------- | ------------------------- |
| 1          | 1965   | Werner Köster          | Немачка                   |
| 2          | 1969   | Warren Perry Mason     | Сједињене Америчке Државе |
| 3          | 1985   | Кларенса Мелвин Зенер  | Сједињене Америчке Државе |
| 4          | 1989   | Ting-sui Kê            | Кина                      |
| 5          | 1989   | Arthur Stanley Nowick  | Сједињене Америчке Државе |
| 6          | 1993   | Piero Giorgio Bordoni  | Италија                   |
| 7          | 1993   | Kurt Lücke             | Немачка                   |
| 8          | 1993   | Alfred Seeger          | Немачка                   |
| 9          | 1993   | Charles Allen Wert     | Сједињене Америчке Државе |
| 10         | 1996   | Andrew Vincent Granato | Сједињене Америчке Државе |
| 11         | 1999   | Gunther Schoeck        | Аустрија                  |
| 12         | 2002   | Willy Benoit           | Швајцарска                |
| 13         | 2002   | Masahiro Koiwa         | Јапан                     |
| 14         | 2005   | Rosario Cantelli       | Италија                   |
| 15         | 2005   | Manfred Weller         | Немачка                   |
| 16         | 2008   | Daniel Newson Beshers  | Сједињене Америчке Државе |
| 17         | 2008   | Gaetano Cannelli       | Италија                   |
| 18         | 2008   | Gilbert Fantozzi       | Француска                 |
| 19         | 2011   | Gérard Gremaud         | Швајцарска                |
| 20         | 2011   | Fabio Massimo Mazzolai | Италија                   |
| 21         | 2014   | Qing-Ping Kong         | Кина                      |
| 22         | 2014   | Robert Schaller        | Швајцарска                |
| 23         | 2017   | Leszek Bogumił Magalas | Пољска                    |
| 24         | 2020   | Jose M. San Juan       | Шпанија                   |